# Internationale luchthaven Koningin Beatrix
Internationale luchthaven Koningin Beatrix (Papiaments: Aeropuerto Internacional Reina Beatrix of Engels: Queen Beatrix International Airport) is de nationale luchthaven van Aruba, gelegen nabij Oranjestad. Hiervandaan gaan er vluchten naar Europa (voornamelijk Nederland), Zuid-Amerika, de meeste Caraïbische landen en naar de Verenigde Staten en Canada.
Het vliegveld is vernoemd naar koningin Beatrix, voormalig staatshoofd van het Koninkrijk der Nederlanden.

## Geschiedenis
In 1933, vijf jaar na de eerste landing van een watervliegtuig bij Aruba, besloot toenmalig gezaghebber mr. H.E.G. Wagemaker om over te gaan tot de bouw van een vliegveld. Dit vond plaats op een gebied genaamd Dakota (of Wayaca), dat vernoemd was naar een voormalige aloëplantage. Op 19 januari 1935 vond de eerste lijnvlucht plaats tussen Curaçao en Aruba. In 1937 kreeg het vliegveld een passagiersterminal en een radiostation voor de luchtverkeersleiding. 

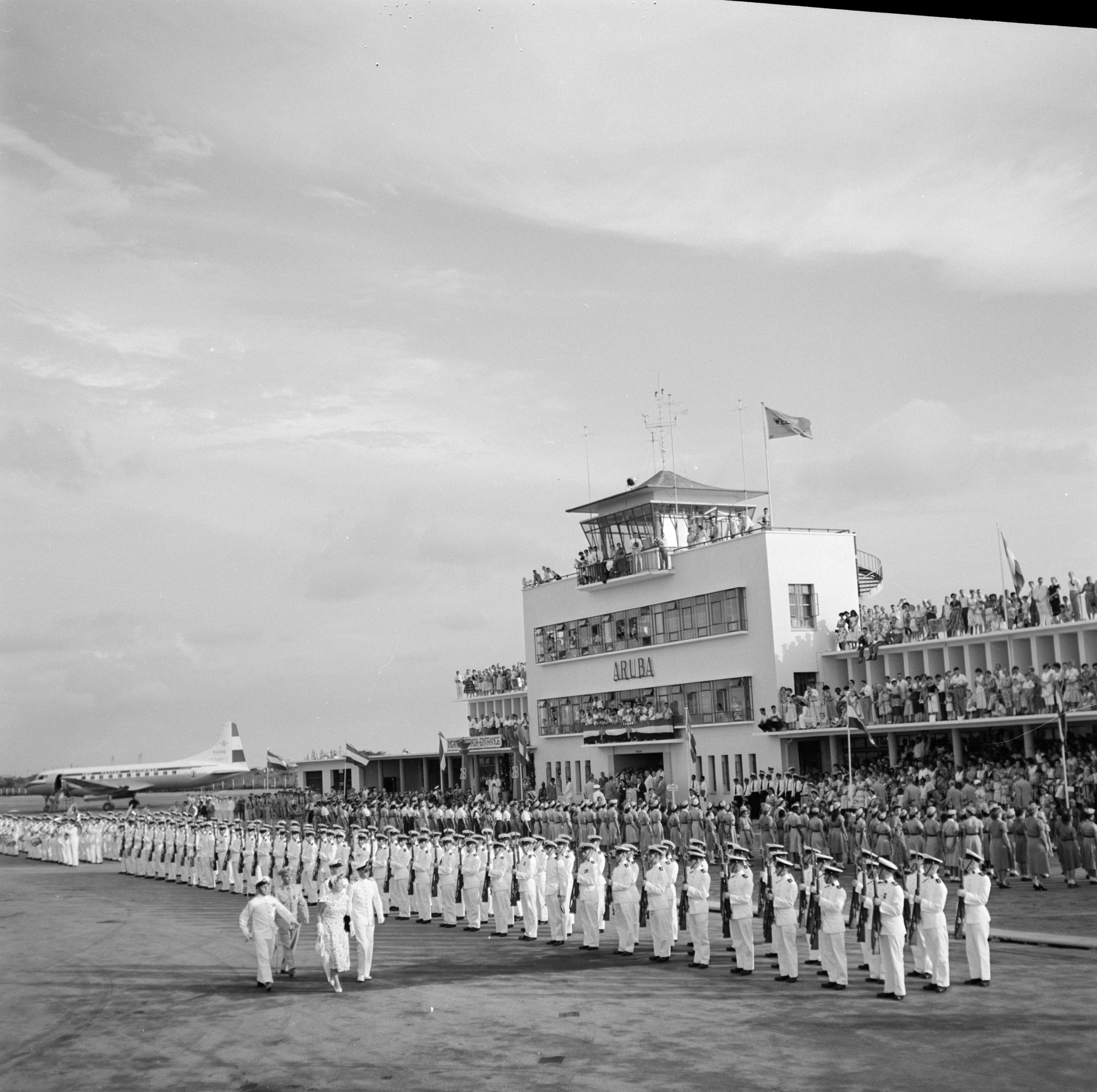
Het eerste terminalgebouw tijdens het bezoek van Koningin Juliana en Prins Bernard in 1955

 In 1942 verrees er een nieuwe terminal aan de zuidzijde, de plek van de huidige en inmiddels derde terminal die gebouwd werd tussen 1965 en 1972. De luchthaven werd hernoemd van Dakota Luchthaven in Aeropuerto Internacional Reina Beatrix en de landingsbanen werden verlengd om ruimte te maken voor de turboprop- en straalverkeersvliegtuigen. In 2000 vond, onder de noemer Beatrix 2000, nog een enorme renovatie en expansie plaats. Twee nieuwe gebouwen kwamen gereed, een voor passagiersafhandelingen van vluchten voor passagiers uit de Verenigde Staten en een voor passagiers die naar andere delen van de wereld moeten. In 2007 werd een speciale terminal voor privévliegtuigen in gebruik genomen.

## Luchtvaartmaatschappijen en bestemmingen

### Passagiers
Vanaf de Internationale luchthaven Koningin Beatrix kan worden gevlogen naar de volgende bestemmingen met de volgende luchtvaartmaatschappijen (mei 2025):
| Luchtvaartmaatschappij     | Bestemmingen |
| -------------------------- | --- |
| Air Canada Rouge           | Seizoensgebonden: Toronto (hervat 27 oktober 2025)                                                                            |
| Air Century                | Punta Cana, Santo Domingo |
| American Airlines          | Charlotte, Miami, Philadelphia Seizoensgebonden: Chicago (hervat 8 november 2025), Dallas, New York (hervat 20 december 2025) |
| Arajet                     | Santo Domingo, Willemstad |
| Avianca                    | Bogotá Seizoensgebonden: Medellín (hervat 2 juni 2025)                                                                        |
| Copa Airlines              | Panama-Stad |
| Delta Air Lines            | Atlanta, New York Seizoensgebonden: Boston (hervat 20 december 2025), Minneapolis (hervat 21 december 2025)                   |
| Divi Divi Air              | Willemstad |
| Frontier Airlines          | Atlanta (vanaf 24 mei 2025)                                                                                                   |
| GOL                        | São Paulo |
| JetBlue                    | Boston, Newark, New York |
| KLM                        | Amsterdam, Kralendijk |
| LATAM Airlines Perú        | Lima |
| Sky High Aviation Services | Santo Domingo |
| SLM                        | Paramaribo |
| Southwest Airlines         | Baltimore, Orlando |
| Spirit Airlines            | Fort Lauderdale |
| Sun Country Airlines       | Seizoensgebonden: Minneapolis                                                                                                 |
| Sunwing Airlines           | Toronto |
| TUI fly Netherlands        | Amsterdam, Willemstad |
| United Airlines            | Chicago, Houston, Newark, Washington                                                                                          |
| WestJet                    | Toronto |
| Winair                     | Willemstad |
| Wingo                      | Bogotá, Medellín Seizoensgebonden: Cali (hervat 19 juni 2025)                                                                 |
| Z Air                      | Kralendijk, Oranjestad, Willemstad                                                                                            |

### Vracht
Daarnaast heeft de luchthaven vrachtverbindingen met de volgende luchthavens:
| Luchtvaartmaatschappij | Bestemmingen               |
| ---------------------- | -------------------------- |
| DHL Aero Expreso       | Panama-Stad, Port of Spain |
| Mountain Air Cargo     | Aguadilla, Willemstad      |

## Statistieken
Vanwege een beveiligingsprobleem met de MediaWiki Graph-software is het momenteel niet mogelijk deze grafiek weer te geven. Zodra de software is bijgewerkt zal de grafiek vanzelf weer zichtbaar worden.

### Passagiersaantallen
| Jaar | Passagiers | Jaar | Passagiers | Jaar | Passagiers |
| ---- | ---------- | ---- | ---------- | ---- | ---------- |
| 2014 | 2.528.337  | 2019 | 1.265.965  | 2024 | 3.293.317  |
| 2015 | 2.891.686  | 2020 | 952.462    |      |            |
| 2016 | 2.602.728  | 2021 | 1.905.732  |      |            |
| 2017 | 2.504.224  | 2022 | 2.677.882  |      |            |
| 2018 | 2.546.360  | 2023 | 2.888.695  |      |            |